# 이상한 정열
《이상한 정열》(El, This Strange Passion)은 멕시코에서 제작된 루이스 부뉴엘 감독의 1953년 영화이다. 알터로 드 코도바 등이 주연으로 출연하였고 오스카 덩시거스 등이 제작에 참여하였다.

## 출연

### 주연
- 알터로 드 코도바

### 조연
- 마누엘 돈데
- 로베르토 메이어
- 루이스 베리스타인